# Diocesi di Ekwulobia
La diocesi di Ekwulobia (in latino Dioecesis Ekvulobiana) è una sede della Chiesa cattolica in Nigeria suffraganea dell'arcidiocesi di Onitsha. Nel 2021 contava 605.651 battezzati su 987.951 abitanti. È retta dal vescovo cardinale Peter Ebere Okpaleke.

## Territorio
La diocesi comprende le aree a governo locale di Aguata, Orumba North e Orumba South dello stato nigeriano di Anambra.
Sede vescovile è la città di Ekwulobia, dove si trova la cattedrale di San Giuseppe.
Il territorio si estende su 676 km² ed è suddiviso in 83 parrocchie, raggruppate in 10 decanati, a loro volta riuniti in 3 regioni pastorali (Achina, Akpu e Ekwulobia).

## Storia
La diocesi è stata eretta il 5 marzo 2020 da papa Francesco con la bolla Benignitatis Domini, ricavandone il territorio dalla diocesi di Awka.

## Cronotassi dei vescovi
Si omettono i periodi di sede vacante non superiori ai 2 anni o non storicamente accertati.
- Peter Ebere Okpaleke, dal 5 marzo 2020

## Statistiche
La diocesi nel 2021 su una popolazione di 987.951 persone contava 605.651 battezzati, corrispondenti al 61,3% del totale.
| anno | popolazione | popolazione | popolazione | presbiteri | presbiteri | presbiteri | presbiteri                | diaconi | religiosi | religiosi | parrocchie |
| anno | battezzati  | totale      | %           | numero     | secolari   | regolari   | battezzati per presbitero | diaconi | uomini    | donne     | parrocchie |
| ---- | ----------- | ----------- | ----------- | ---------- | ---------- | ---------- | ------------------------- | ------- | --------- | --------- | ---------- |
| 2020 | 602.115     | 984.415     | 61,2        | 252        | 240        | 12         | 2.389                     |         | 21        | 124       | 82         |
| 2021 | 605.651     | 987.951     | 61,3        | 305        | 151        | 154        | 1.985                     |         | 163       | 95        | 83         |